# Emmanuel Drake del Castillo
Emmanuel Drake del Castillo (Paris, França, 28 de desembre de 1855 - Saint-Cyran-du-Jambot, Indre, França, 14 de maig de 1904) va ser un botànic francès.

## Biografia
El comte Emmanuel Drake del Castillo és un dels fills de Santiago Drake del Castillo, un ric hisendat de canya de sucre anglo-espanyol que vivia a Cuba, i de Charlotte Claire Spitz, la seva segona dona francesa. El 1876, cinc anys després de la mort de Santiago, Emmanuel, en arribar a la majoria d'edat, va entrar en possessió del castell de Montalan a Saint-Hilaire-les-Andrésis (Loiret). Al seu germà Jacques li corresponia el castell de Candé a Monts (Indre i Loira); més tard es va convertir en diputat del mateix departament. El 1883, Emmanuel va comprar el castell de Saint-Cyran-du-Jambot (departament d'Indre).
Després d'haver estudiat dret a París i obtenir una llicència, apassionat de la botànica, es va convertir en alumne d'Édouard Bureau (1830-1918), professor del Museu Nacional d'Història Natural de París.
El 1882 es va casar amb Marthe de La Ville Le Roulx amb qui va tenir sis fills. Va fer plantar arbres remarcables al parc del castell de Saint-Cyran.
Va ser alcalde de Saint-Cyran-du-Jambot des de 1884 fins a la seva mort el 14 de maig de 1904, probablement com a conseqüència de la grip.

## Reconeixement científic
Entre 1886 i 1892, va publicar Illustrationes Florae Insulae Maris Pacifici, síntesi del seu estudi sobre la flora de la Polinèsia Francesa. Després es va interessar per la flora de Madagascar, de la qual va estudiar els cultius de Guillaume Grandidier.
Al mateix temps que aquestes obres, va crear un herbari que a la seva mort incloïa més de 500.000 mostres i que la seva vídua va llegar al Museu Nacional d'Història Natural. La major part del seu herbari està format per l'herbari Franqueville (format per l'herbari Richard, Steudel, Franchkt i les col·leccions realitzades entre 1845 i 1880); també compta amb donacions del Museu d'Història Natural de París i de l'Herbari de Calcuta.
Reconegut botànic, Emmanuel Drake del Castillo és membre de nombroses institucions com la Royal Botanical Society of Belgium, la Royal Bavarian Botanical Society de Ratisbona, la Société philomathique de Paris, la Société linnéenne, entre d'altres. Va ser president de la Société botanique de France el 1900 i Officier de l'Instruction Publique.
Emmanuel Drake del Castillo dedica el gènere Alluaudia de la família Didiereaceae a Charles Alluaud.

## Obra
- Illustrationes florae insularum maris Pacifici, 1886-1892
- amb Henri Baillon, Histoire naturelle des plantes (2 vol.) (Histoire physique, naturelle et politique de Madagascar, vol. 30 & 36), 1897-1902
- Remarques sur la flore de la Polynésie et sur ses rapports avec celle des terres voisines, 1890
- Flore de la Polynésie française : description des plantes vasculaires qui crossent spontanément ou qui sont généralement cultivées aux Iles de la Société Marquises, Pomotou, Gambier et Wallis, 1892
- Madagascar Au Début Du xxe siècle, 1902.
- Notice sur la vie et les travaux de A. Franchet, p. 158-172 - Société botanique de France, Bull. Soc. bot. Fr., Comptes rendus des séances, Tome 47 - Fascicule 1, 1900.